# Identify
"Identify" er en sang skrevet af Billy Corgan fra Smashing Pumpkins og indspillet af popsangerinden Natalie Imbruglia. Sangen blev i 1999 udgivet på soundtracket til filmen Stigmata, som Corgan også skrev filmmusikken til.  
Sangen blev kun udgivet som promo-single og havde derfor umiddelbart ikke mulighed for at opnå en placering på hitlisterne. Der blev dog lavet en musikvideo til sangen, der blev instrueret af Samuel Bayer. Musikvideoen blev udgivet på Stigmata-dvd'en. Sangen er mørk og grublende, og Imbruglia-fans ser sangen som en afvigelse fra hendes traditionelle poplyd, og den betragtes som en fanfavorit. 
Billy Corgan fra Smashing Pumpkins har skrevet tekst og musik til sangen og har selv indspillet en demooptagelse af sangen i forbindelse med indspilningerne til bandets femte album, MACHINA/the Machines of God. Demooptagelsen er dog aldrig blevet udgivet og er heller ikke dukket op på internettet endnu. 
| Musik | Spire Denne musikartikel er en spire som bør udbygges. Du er velkommen til at hjælpe Wikipedia ved at udvide den. |